# Volvo 90-serie
De Volvo 90-serie volgde in 2016 de Volvo S80 en Volvo V70 op. De wagen is verkrijgbaar als sedan (S90) en stationwagon (V90). Deze laatste is er ook als opgeruigde versie (V90 Cross Country).
Al eerder kende het Volvo leveringsprogramma een S90 en V90; dit waren gefacelifte versie van de Volvo 960.

## S90
De S90 is de grootste sedan binnen het Volvo leveringsprogramma; toch zijn er alleen benzine- en dieselmotoren met vier cilinders leverbaar.

## V90

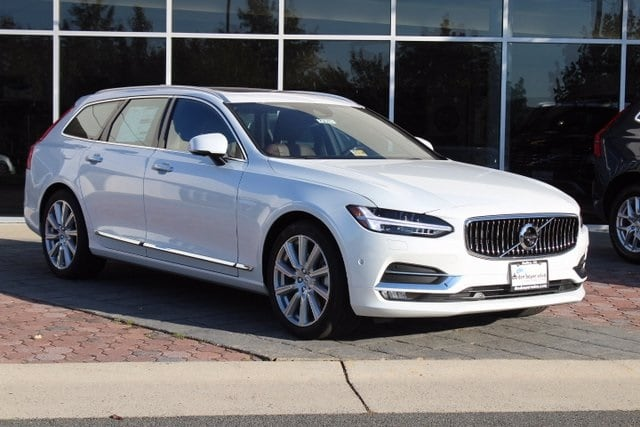
Volvo V90

De V90 is de grootste stationwagen binnen het Volvo leveringsprogramma; toch zijn er alleen benzine- en dieselmotoren met vier cilinders leverbaar. De V90 Cross Country houdt het midden tussen een SUV en een personenwagen. In de V90 Cross Country worden meer robuuste materialen met kunststof bekleding gebruikt. Deze variant is vanaf modeljaar 2022 van de markt gehaald.
Huidige modellen:
EC40 · 
EX30 · 
S60-V60 · 
S90-V90 · 
XC40 · 
XC60 · 
XC90 · 
EX90
Modellen geïntroduceerd na 1965:
100-serie · 
164 · 
200-serie · 
262C · 
66 ·
300-serie · 
400-serie ·
480 ·
700-serie · 
850 · 
900-serie · 
C30 · 
C70 · 
S40 · 
S70 · 
S80 · 
V40 ·
V40 Classic ·
V50 · 
V70-XC70
Modellen geïntroduceerd voor 1965:
ÖV4 · 
PV4 · 
PV650-serie ·
TR670-serie ·
PV36 ·
PV800-serie ·
PV50-serie · 
PV444 ·
PV60 ·
Duett ·
P1900 ·
Amazon · 
PV544 ·
P1800
Conceptauto's:
Philip ·
VESC ·
ECC ·
YCC ·
ReCharge ·
Concept You